# أسامة صالح
أسامة عبد المنعم محمود صالح (1960 - )، وزير الاستثمار بوزارة حازم الببلاوي. واستحدثت تلك الوزارة من جديد بعد أن ألغيت وآخر وزير لها كان محمود محيي الدين عضو مجلس إدارة البنك الدولي حاليًا.
كما فوضه هشام قنديل ليكون الوزير المختص المكلف بتطبيق أحكام قانون تنظيم الرقابة المالية على الأسواق والأدوات المالية غير المصرفية.. وهو المنصب الذي سبق أن شغله في حكومة هشام قنديل.. وفي آخر حكومة للنظام الأسبق كان وزير التجارة والصناعة آنذاك رشيد محمد رشيد هو المختص للقطاع بعد استقالة وزير الاستثمار محمود محيي الدين من وزارة أحمد نظيف، أما في حكومة عصام شرف، فكان حازم الببلاوي بوصف نائب رئيس الوزراء للشئون الاقتصادية.
- تخرج في كلية التجارة بجامعة القاهرة سنة 1982.[1]
- الرئيس السابق لشركة أمريكان اكسبريس المحدودة مصر.[1]
- رأس هيئة التمويل العقاري المصري لمدة أربع سنوات حتى 2009.[1]
- عيّن رئيسًا الهيئة العامة للاستثمار والمناطق الحرة بقرار من محمود محيي الدين وزير الاستثمار آنذاك.[1][3]
- يترأس حالياً شركتي مدينة دمياط للأثاث [4] وشركة أيادي [5]